# Hovhannes Toemanjan
Hovhannes Toemanjan (Armeens: Հովհաննես Թումանյան Hovhannes T’umanyan) (Dsegh, 19 februari [7 februari JU 1869 - Moskou, 23 maart 1923) was een Armeens dichter, schrijver, vertaler en literair en publiek activist. Hij wordt beschouwd als de nationale dichter van Armenië.
Toemanjan schreef gedichten, kwatrijnen, balladen, fabels, recensies en journalistieke artikels. Zijn werk is grotendeels realistisch en vaak toegespitst op het alledaagse leven van zijn tijd. Hij werd bekend in de brede Armeense gemeenschap om zijn eenvoudige maar zeer dichterlijke werken.
Veel films en tekenfilms zijn afgeleid van Toemanjans werken. Er werden ook twee opera's geschreven op basis van zijn werk: Anoesj (1912) van Armen Tigranjan en Almast (1930) van Aleksandr Spendiarjan.

## Biografie

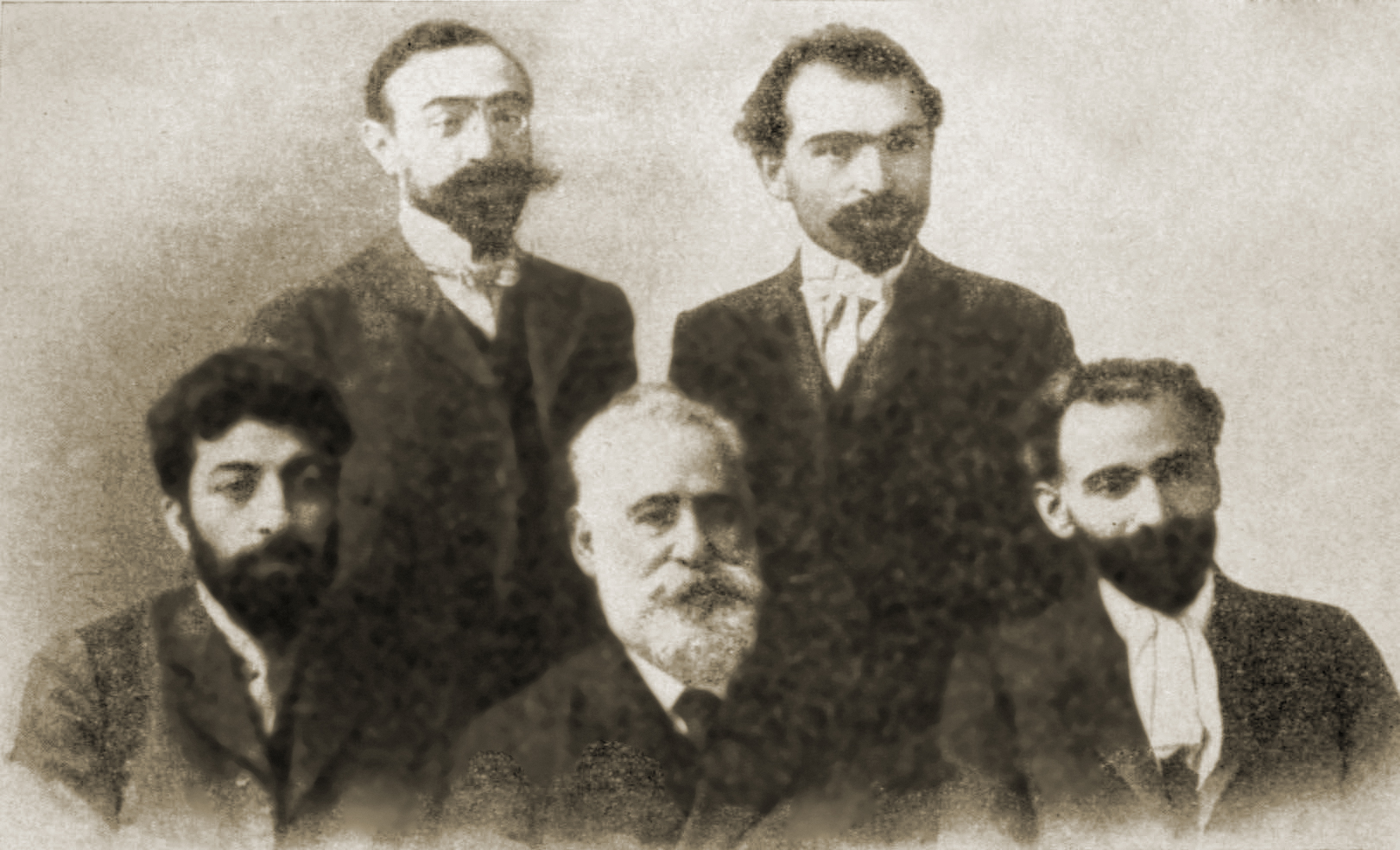
Leden van Vernatoen in 1903: Isahakjan, Aghajan, Toemanjan (zittend) en Sjant, Demirtsjjan (staand).

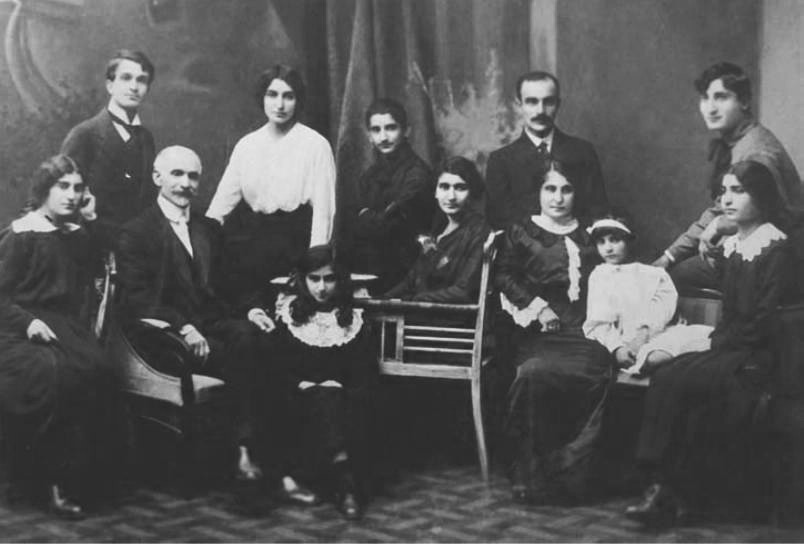
De familie Toemanjan

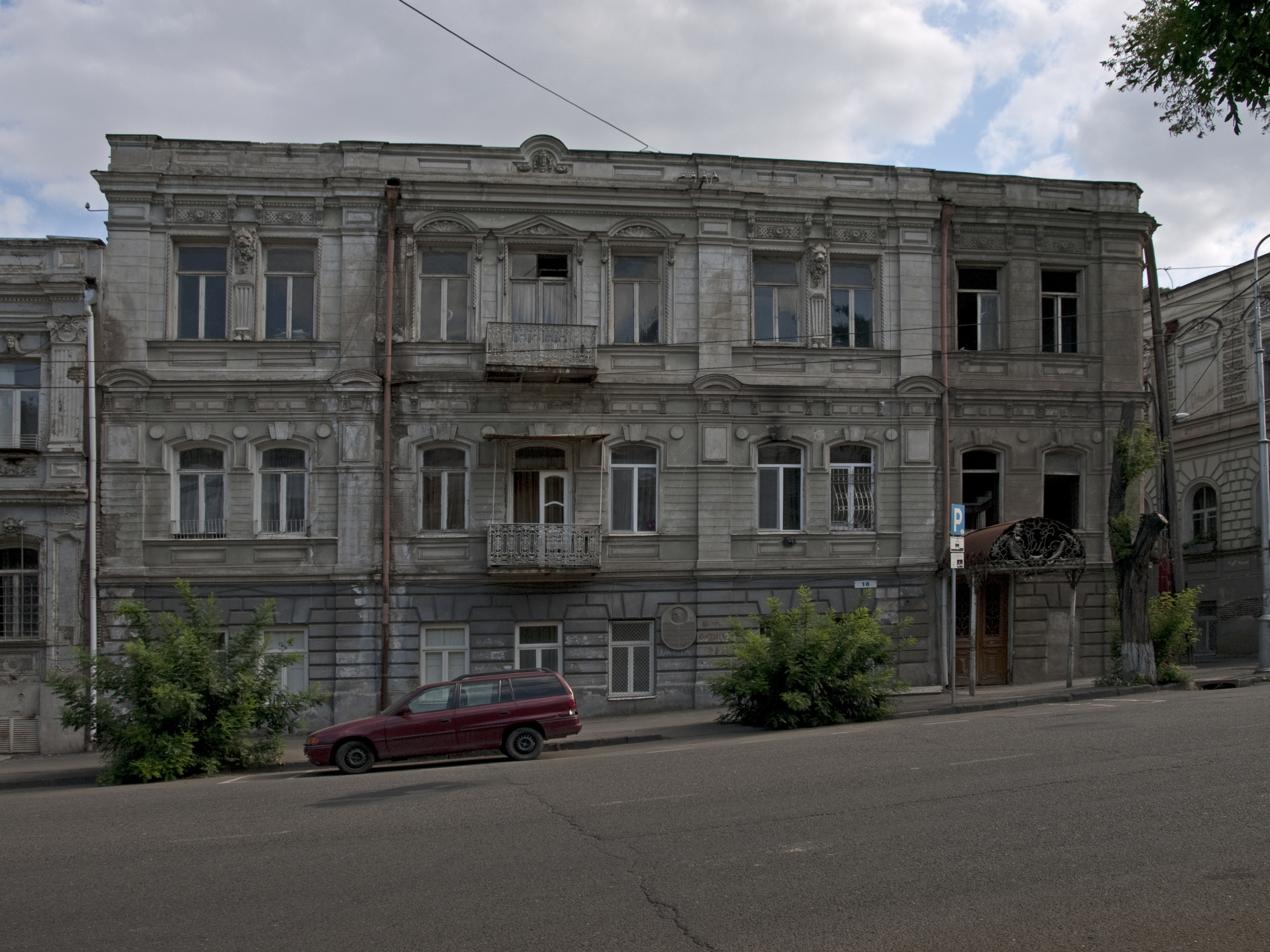
Het huis in Tbilisi waar Toemanjan woonde.

### Jeugd

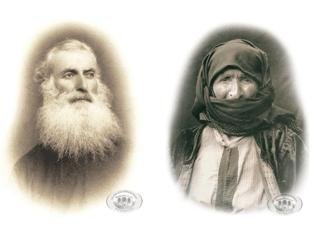
Toemanjans ouders

Hovhannes Toemanjan werd geboren op 19 februari 1869 in het dorp Dsegh, in het gouvernement Tiflis van het Russische Rijk, tegenwoordig gelegen in de provincie Lori van Armenië. Zijn vader, Aslan (1839-1898), was een dorpspriester onder de priesternaam Ter-Tadevos "Pastoor Taddeüs". Hij stamde af van de Georgisch-Armeense prinselijke familie Toemanjan, een tak uit het beroemde koninklijke huis Mamikonian. De familie had zich in de 10e-11e eeuw in Lori gevestigd, maar was oorspronkelijk afkomstig uit Taron. Hovhannes' moeder, Sona (1842-1936), was een goed vertelster met een bijzondere interesse in fabels. De jonge Toemanjan was de oudste van acht kinderen; zijn broers en zussen heetten Rostom (1871–1915), Osan (1874–1926), Iskoehi (1878–1943), Vahan (1881–1937), Astghik (1885–1953), Arsjavir (1888–1921) en Artasjes (1892–1916).

### Opleiding
Van 1877 tot 1879 volgde Toemanjan les aan de parochieschool van Dsegh. Vervolgens liep hij van 1879 tot 1883 school in Dzjalal-Oghli. Tijdens zijn schooltijd daar schreef hij op 12-jarige leeftijd zijn eerste gedicht. Hij woonde een tijdje in het huis van zijn leraar en werd er verliefd op diens dochter Vergine.
In 1883 verhuisde Toemanjan naar de Georgische hoofdstad Tbilisi (Tiflis), het centrum van de Armeense cultuur in het Russische Rijk van de 19e en vroege 20e eeuw. Hier kreeg hij tot 1887 les aan de prestigieuze Nersisiaanse School.

### Carrière
Vanaf 1893 werkte Toemanjan voor de tijdschriften Aghbjoer, Moertsj, Hasker en Horizon, en verder engageerde hij zich in openbaar activisme. In 1899 kwam hij op het idee om bijeenkomsten van Armeense intellectuelen te organiseren in zijn huis in de Beboetov-straat 33 (d.i. de huidige Amaghleba-straat 18 in Tbilisi). Al snel groeiden deze samenkomsten uit tot een invloedrijke literaire groep, die elkaar regelmatig trof op de zolderkamer Toemanjans huis. De groep noemde zich dan ook Vernatoen, Armeens voor "zolderkamer". Vooraanstaande leden van het collectief waren Avetik Isahakjan, Derenik Demirtsjjan, Lvon Sjant, Ghazaros Aghajan, Pertsj Prosjjan, Nikol Aghbaljan, Aleksandr Sjirvanzade, Nar-Dos, Vrtanes Papazjan, Vahan Terjan, Leo, Stepan Lisitsjan, Mariam Toemanjan, Gevorg Basjindzjagjan en vele andere belangrijke Armeniërs van de vroege 20e eeuw. Met enkele onderbrekingen bleef de groep bestaan tot 1908.

### Persoonlijk leven
In 1888, op 19-jarige leeftijd, trouwde Hovhannes Toemanjan met Olga Matsjkaljan, toen 17 jaar oud. Het koppel zou 10 kinderen krijgen: Moesegh (1889–1938), Asjkhen (1891–1968), Nvard (1892–1957), Artavazd (1894–1918), Hamlik (1896–1937), Anoesj (1898–1927), Arpik (1899–1981), Areg (1900–1939), Seda (1905–1988) en Tamar (1907–1989).
In het najaar van 1921 ging Toemanjan naar Constantinopel om er steun te zoeken voor Armeense vluchtelingen. Na enkele maanden keerde hij ziek terug. Hij onderging een operatie in 1922 en werd een tijdje beter, maar in september stak Toemanjans ziekte weer de kop op. Hij werd overgebracht naar een ziekenhuis in Moskou, waar hij overleed op 23 maart 1923.

## Literair werk
Toemanjans werk is eenvoudig, natuurlijk en tegelijk poëtisch geïnspireerd. Niet toevallig zijn vele zegswijzen, adagia en uitdrukkingen uit de werken van Toemanjan onderdeel geworden van het dagelijkse taalgebruik. Naast zijn originele werk vertaalde hij gedichten en fabels van Byron, Goethe en Poesjkin naar het Armeens.
In Armeense kringen wordt Toemanjan beschouwd als de "Dichter van Alle Armeniërs". Hij ontleent deze eretitel aan een anekdote uit de tijd van de Armeense genocide. Toen de "Katholikos van alle Armeniërs" weigerde vluchtelingen uit West-Armenië toe te laten in bepaalde delen van zijn kerk en woning, klaagde Toemanjan deze beslissing aan door te zeggen dat de vluchtelingen hun intrek mochten nemen in de vertrekken van de katholikos op bevel van de "Dichter van alle Armeniërs".
Enkele van Toemanjans bekendste werken zijn:
Ballades en gedichten
- Շունն ու կատուն (Šunn u katun) "De hond en de kat" (1886)
- Մարոն (Maron) "Maron" (1887)
- Ախթամար (Axt’amar) "Achtamar" (1891)
- Սասունցի Դավիթը (Sasunc’i Davit’ë) "Davit van Sasoen" (1902)
- Թմկաբերդի առումը (T’mkaberdi aṙumë) "De inname van Tmkaberd" (1902)
- Մի կաթիլ մեղրը (Mi kat’il mexrë) "Een druppel honing" (1909)
- Չարի վերջը (Čari verǰë) "Het einde van het kwaad" (1908)
- Թագավորն ու չարչին (T’agavorn u čarčin) "De koning en de marskramer" (1917)

Romans
- Անուշ (Anuš) "Anoesj" (1890)
- Գիքորը (Gik’orë) "Gikor" (1895)

Sprookjes
- Քաջ Նազարը (K’aǰ Nazarë) "Nazar de Dappere" (1912)
- Ձախորդ Փանոսի հեքիաթը (Jaxord P’anosi hek’iat’ë) "Het verhaal van de ongelukkige Panos"

Werken van Toemanjan werden vertaald door Valeri Brjoesov, Konstantin Balmont, Joseph Brodsky, Samoeïl Marsjak, Bella Achmadoelina en anderen.
- Biblioteca Nacional de España: XX5819831
- Bibliothèque nationale de France: cb10538809w (data)
- Catàleg d'autoritats de noms i títols de Catalunya: 981060546208506706
- CiNii: DA08485763
- Gemeinsame Normdatei: 118763199
- International Standard Name Identifier: 0000 0000 8718 0112
- Library of Congress Control Number: n50081890
- Nationale Bibliotheek van Letland: 000085126
- MusicBrainz: ec1f2ac4-54c3-48f5-a16b-ccb1ad1f0529
- Nationale Bibliotheek van Tsjechië: jx20071127069
- Nationale Bibliotheek van Israël: 987007279065105171
- Nationale en Universitaire bibliotheek Zagreb: 000312890
- Nederlandse Thesaurus van Auteursnamen: 067781284
- Russische Staatsbibliotheek: 000064437
- SNAC: w67h23np
- Système universitaire de documentation: 132438674
- Virtual International Authority File: 95210694
- WorldCat: E39PCjtDFrCvJHpPMb4WDkWhpP